# فيليس دراموند بيثيون
فيليس دراموند بيثيون (بالإنجليزية: Phyllis Drummond Bethune)‏ هي رسامة وفنانة نيوزيلندية، ولدت في 27 فبراير 1899، وتوفيت في 12 ديسمبر 1982 في وانكا في نيوزيلندا.